# گرستون (مینه‌سوتا)
گرستون، مینه‌سوتا (به انگلیسی: Grasston, Minnesota) یک شهر در ایالات متحده آمریکا است که در Kanabec County واقع شده‌است.

## خصوصیات
گرستون ۲٫۴۶ کیلومترمربع مساحت و ۱۵۸ نفر جمعیت دارد و ۲۹۵ متر بالاتر از سطح دریا واقع شده‌است.